# 東吳水泥
東吳水泥國際有限公司，簡稱東吳水泥國際，以及東吳水泥（英語：Dongwu Cement International Limited，港交所：0695），則在2003年由江蘇東方國際集團有限公司（已退股），以及東方高速公路（香港）有限公司，組成於江蘇省吳江市設立，名為「江蘇東吳水泥有限公司」。董事長為謝鶯霞，總裁為金春根。
現時業於國內經營生產及銷售各種新型乾法生產工藝的水泥，而股份則在2012年6月13日於香港交易所主板上市。招股價為1.28港元，已訂為1港元，全球發售為125,000,000股，而集資額為6220萬港元，認購率僅錄得88%。
總部位於中國江蘇省吳江市黎里鎮太浦河東大橋南東側。

## 連結
- DongwuCement.com （页面存档备份，存于）